# Invasiones mongolas de Sajalín
De 1264 a 1308, el Imperio mongol (y su sucesora la dinastía Yuan) realizaron varias incursiones en la isla de Sajalín frente a la costa este de Siberia para ayudar a sus aliados nivjis contra los ainu, que se habían estado expandiendo hacia el norte desde Hokkaido. Los ainu opusieron una resistencia tenaz, incluso lanzaron un contraataque contra las líneas mongolas en el continente a través del estrecho de Tartaria en 1297, pero finalmente capitularon ante la dinastía Yuan de China liderada por los mongoles en 1308.

## Antecedentes

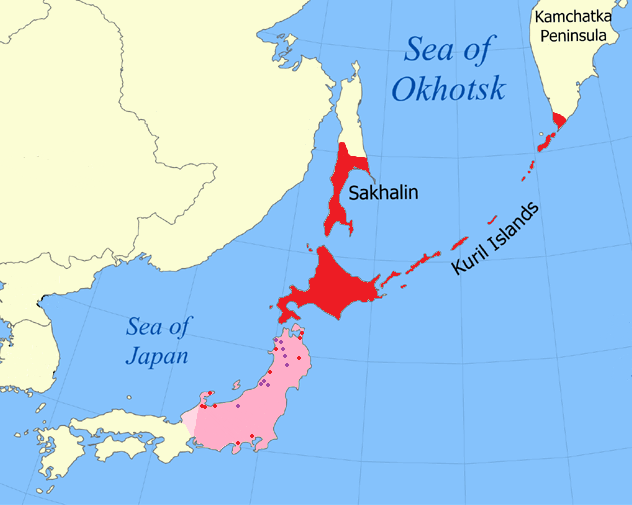
Extensión histórica del pueblo ainu

### Los pueblos de Sajalín
Se cree que el pueblo nivji es descendiente de una población indígena que ha habitado la isla Sajalín desde el período Neolítico.  Durante el siglo VI d. C., una confluencia de la cultura de los koriakos del norte, la cultura Heishui Mohe del oeste y la cultura neolítica indígena Sajalín dio origen a la cultura Ojotsk, que se caracterizaba por la pesca, la caza de mamíferos marinos, la cría de cerdos y cerámica.  Esta cultura se expandió rápidamente en el siglo VII desde Sajalín: al norte, se apoderó de las islas Kuriles y llegó hasta el extremo sur de la península de Kamchatka; al sur, cruzó el estrecho de La Pérouse y se encontró con la cultura Satsumon en la costa norte de Hokkaido. Se cree que los Nivji, que eran la población dominante de Sajalín antes del siglo XII, son los portadores de la cultura Okhotsk.  Los nivji son conocidos en fuentes chinas como "Jiliemi" (吉列迷; chino medio: /kiɪt̚ liᴇt̚ mei/), que se rusificó como "Gilyak" en la era moderna y luego pasó a llamarse con el endónimo "Nivji" en la década de 1930. 
Como resultado de la expansión hacia el norte del pueblo yamato en Honshu a partir del siglo VII d. C., los emishi fueron asimilados lentamente a la cultura nipona dominante o empujados más al norte, hasta la isla de Hokkaido.  La afluencia de inmigrantes de Honshu a Hokkaido dio lugar a la cultura Satsumon en Hokkaido, que extendió la agricultura por toda la isla excepto por la costa del mar de Ojotsk frente a Sajalín, que permaneció bajo la influencia de la cultura de Ojotsk. Finalmente, la presión demográfica y la necesidad de tierras agrícolas empujaron a los satsumon, identificados como uno de los antepasados del pueblo ainu, a la guerra con los Okhotsk en los siglos X al XI, lo que provocó que los Okhotsk se retiraran a Sajalín. Los conflictos de la época se reflejaron en las tradiciones orales yukar de los ainu del norte de Hokkaido, en las que los héroes de la "gente de la tierra" prevalecían sobre los "pueblos del mar".  El protoainu Satsumon siguió con una invasión al sur de Sajalín entre los siglos XI y XII, dejando atrás tradiciones orales que cuentan cómo los ainu derrotaron allí al pueblo Tonchi (probablemente Ojotsk) y los enviaron a huir hacia el norte en barco. Así, el pueblo que llegó a ser conocido como ainu se estableció en el sur de Sajalín, mientras que los nivji se mantuvieron en el norte de Sajalín y en el área alrededor del Estuario de Amur en el continente. 

### Interés mongol en el noreste de Asia
Como parte de la conquista mongola de la dinastía dinastía Jin y el este de Xia, los mongoles tomaron el control político de Manchuria en 1233. En respuesta a las incursiones de los pueblos Nivji y Udege, los mongoles establecieron un puesto administrativo en Nurgan (actual Tiro, Rusia ) en la unión de los ríos Amur y Amgun en 1263, y forzaron la sumisión de los dos pueblos.  Los mongoles estaban motivados por su visión del mundo de que el cielo les había otorgado el derecho de gobernar el mundo entero, por lo que los pueblos no conquistados eran naturalmente rebeldes para quienes la conquista militar estaba justificada.  Los mongoles también estaban en el proceso de incorporar el sistema tributario chino para sus propios fines políticos y comerciales: los mongoles podían gestionar las relaciones con los pueblos periféricos del noreste de Asia y al mismo tiempo asegurarse de que los bienes de la región estuvieran disponibles como tributo o bienes comerciales.  Las pieles de marta del bajo Amur y Sajalín, por ejemplo, eran especialmente preferidas por la clase alta mongol-china de la época.  Desde la perspectiva Nivji, su rendición a los mongoles esencialmente estableció una alianza militar contra los Ainu que habían invadido sus tierras. 
Como parte de la conquista mongola de la dinastía dinastía Jin y el este de Xia, los mongoles tomaron el control político de Manchuria en 1233. En respuesta a las incursiones de los pueblos Nivji y Udege, los mongoles establecieron un puesto administrativo en Nurgan (actual Tiro, Rusia ) en la unión de los ríos Amur y Amgun en 1263, y forzaron la sumisión de los dos pueblos.  Los mongoles estaban motivados por su visión del mundo de que el cielo les había otorgado el derecho de gobernar el mundo entero, por lo que los pueblos no conquistados eran naturalmente rebeldes para quienes la conquista militar estaba justificada.  Los mongoles también estaban en el proceso de incorporar el sistema tributario chino para sus propios fines políticos y comerciales: los mongoles podían gestionar las relaciones con los pueblos periféricos del noreste de Asia y al mismo tiempo asegurarse de que los bienes de la región estuvieran disponibles como tributo o bienes comerciales.  Las pieles de marta del bajo Amur y Sajalín, por ejemplo, eran especialmente preferidas por la clase alta mongol-china de la época.  Desde la perspectiva Nivji, su rendición a los mongoles esencialmente estableció una alianza militar contra los Ainu que habían invadido sus tierras. 
Además, algunos investigadores japoneses atribuyen a los mongoles otra motivación con respecto a su subyugación de Sajalín. Al llamar a las expediciones de Sajalín una "invasión mongola desde el norte" (北からの蒙古襲来), los defensores de esta teoría de la invasión del norte conectan los acontecimientos en Sajalín con las invasiones mongolas contemporáneas de Japón en el sur, y teorizan que los mongoles estaban interesados en una ruta del norte hacia Japón a través de Manchuria y Sajalín. Presumiblemente, los mongoles navegarían hacia el sur desde Sajalín hasta Hokkaido e invadirían Honshu desde allí.  Sin embargo, no hay registros históricos ni mapas del período que revelen un conocimiento geográfico de que Sajalín estuviera cerca de Japón, por lo que cualquier intención por parte de los mongoles de utilizar Sajalín como punto de entrada a Japón sigue siendo dudosa. 

## Conflictos

### Expediciones a Sajalín (1264-1286)

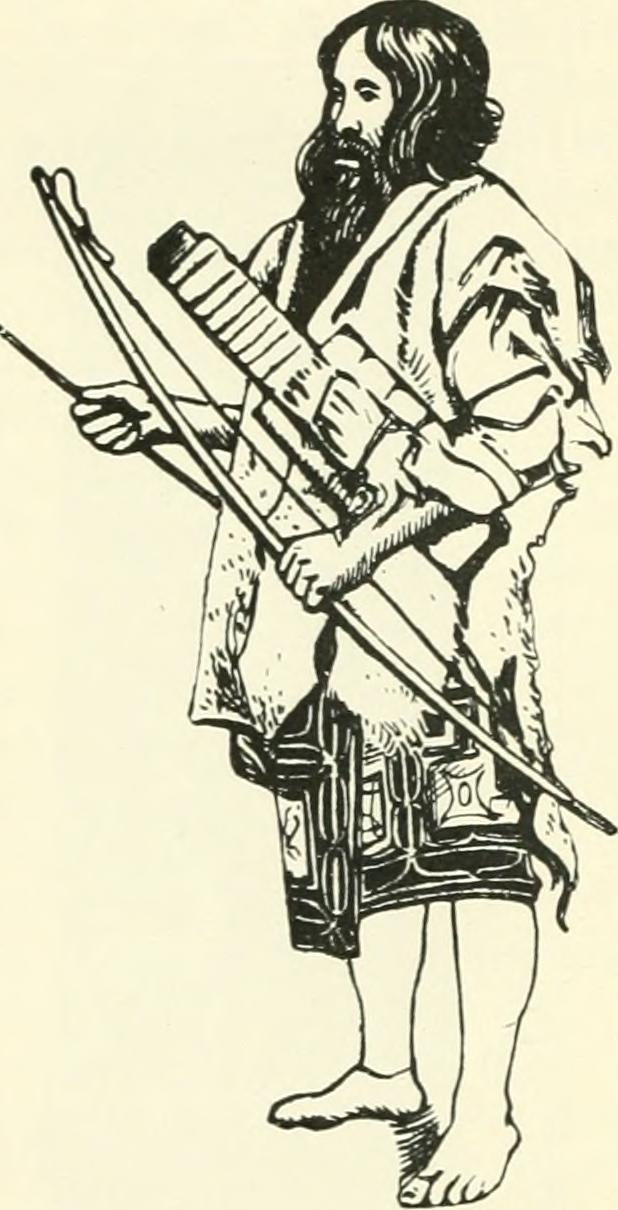
Hombre ainu con arco y flecha. En los relatos chinos se observó que los ainu utilizaban arcos de madera y flechas envenenadas.

Poco después de recibir la rendición de los Nivji, los mongoles recibieron informes de que los Nivji eran invadidos anualmente por los pueblos del este, a saber, los Guwei (骨嵬) y los Yiliyu (亦里于). "Guwei" era el nombre que los Nivji usaban para referirse al pueblo Ainu,  mientras que "Yiliyu", que significa "ciervo" en lenguas Tunguses,  podía referirse a cualquiera de los pueblos Tunguses como los antepasados de los Sajalín Orok .  Los mongoles atacaron a los ainu en Sajalín el 30 de noviembre de 1264,  pero los ainu regresaron al año siguiente para atacar a los nivji, matando a algunos de sus guerreros. Esta vez, sin embargo, los mongoles sólo enviaron suministros de alimentos y armas. 
Tras el establecimiento formal de la dinastía mongola Yuan en China en 1271, Taxiala (塔匣剌) del ejército mongol de expedición oriental intentó invadir Sajalín en 1272 y 1273, pero no pudo cruzar el furioso estrecho de Tartaria.  Tras pedir consejo a los udege locales de los alrededores de Nurgan, a Taxiala le dijeron que debía esperar a que el estrecho se congelara en los meses de invierno, para luego poder marchar con su ejército a través del hielo hasta Sajalín, donde encontraría las tierras de los Nivji y los Ainu.  Esto era ciertamente posible ya que el estrecho tenía sólo unas cuatro millas de ancho en su punto más estrecho, y los Ainu y Nivji habían aprovechado este hecho durante mucho tiempo.  Armado con este conocimiento, Taxiala solicitó a la corte de Yuan otra expedición contra los Ainu en 1273, pero fue rechazada.  Sin embargo, los mongoles parecían haber aprendido la lección, ya que todas las expediciones mongoles posteriores a Sajalín tuvieron lugar durante los meses de invierno. 
El siguiente registro de una invasión de los ainu fue en 1282, cuando los jurchens bajo el dominio mongol fueron enviados para ayudar en el esfuerzo bélico construyendo barcos para transportar suministros a través del mar.  En 1284, una expedición mongola se pospuso de septiembre a noviembre por temor a que los vientos del mar pudieran derribar los barcos de suministro.  Después de esa campaña, los mongoles enviaron grandes ejércitos de hasta 10 000 hombres para las expediciones de 1285 y 1286. Lideradas por Tata'erdai (塔塔兒帶) y Yangwuludai (楊兀魯帶), las expediciones cruzaron el mar en 1000 pequeñas embarcaciones que transportaban a 10 hombres cada una.  A juzgar por la población relativamente pequeña de los ainu de Sajalín en los siglos posteriores, es poco probable que los ainu pudieran haber reunido una fuerza lo suficientemente grande como para derrotar a los mongoles con tal número en combate abierto.  Los ejércitos mongoles aparentemente llegaron al extremo sur de Sajalín en este momento, ya que en el cabo Crillon se descubrieron murallas de un fuerte mongol-chino que data del siglo XIII. Las murallas, llamadas movimiento de tierras Shiranushi (白主土城) por los arqueólogos japoneses, eran marcadamente diferentes de las Ainu chashi y son la única fortificación de tipo continental encontrada en Sajalín.  El investigador japonés Kazuyuki Nakamura cree que el sitio de Shiranushi debería identificarse como el fuerte Guohuo (果夥) mencionado en la fuente Yuan Jingshi Dadian (經世大典, "Compendio para gobernar el mundo"), y que fue construido por los mongoles para repeler intentos de Hokkaido Ainu de desalojarlos. 

### El contraataque ainu y el fin del conflicto (1287-1308)
Para apoyar las continuas campañas en Sajalín, los mongoles establecieron colonias militares-agrícolas cerca del estuario de Amur alrededor de 1285, poblándolas con exiliados chinos Han de la recién extinta dinastía Song. Sin embargo, esto no duró mucho, ya que la rebelión del príncipe mongol Nayan en Manchuria obligó a las tropas a retirarse de la región de Amur en 1287.  Tal vez como reflejo de la menguante influencia mongola en la zona, dos nivji que habían sido centuriones (百戶) en el ejército mongol desertaron a los ainu en 1296, y al año siguiente una fuerza ainu bajo el mando del cacique Waying (瓦英) cruzó el estrecho en Barcos Nivji y asentamientos asaltados en el continente.  Los nivji que todavía estaban alineados con los mongoles advirtieron que los ainu planeaban cruzar el mar desde Guohuo cuando el mar se hiele, y que iban a atacar a los halconeros del estuario del Amur. Estos halconeros, entre los que se encontraban algunos nivji, fueron el objetivo de los asaltantes ainu por sus halcones (las plumas eran un bien comercial exótico) y por sus suministros desde China debido a su condición de esclavos de la corte imperial mongola. Así advertidos, cuando los ainu invadieron el estuario del Amur a mediados de 1297, los mongoles los alcanzaron y derrotaron a los invasores ainu cerca del lago Kizi .
Se registró que los ainu realizaron una incursión más en el continente en 1305, que evadió al ejército mongol.  En 1308, los jefes ainu Waying y Yushannu (玉善奴) comunicaron a través del Nivji que deseaban rendirse. Los ainu enviaron un embajador a Nurgan con regalos de espadas y armaduras y prometieron pagar un tributo en pieles cada año. Con esto terminó la guerra entre los ainu y los mongoles. 

## Secuelas
Las invasiones mongolas representaron la primera vez que la influencia de un régimen basado en China se extendió directamente a Sajalín.  Incluso antes del fin de las hostilidades, los ainu y los pueblos de la región de Amur habían estado comerciando en secreto pieles valiosas con la connivencia de los funcionarios mongoles en Nurgan.  Poco después de la subyugación de los ainu, los ancianos ainu realizaron visitas tributarias a los puestos de Yuan ubicados en Wuliehe (兀列河; en la cuenca de Tym ), Nanghar (囊哈兒; cerca de la actual Langry) y Boluohe (波羅河; los Poronay ), y recibían regalos a cambio, haciendo de la presentación de tributos una forma de comercio.  El centro del comercio del norte se desplazó gradualmente hacia los puestos chinos en el estuario de Amur y en Sajalín tras las conquistas mongolas,  y la propia Sajalín se convirtió en un conducto de comercio entre el Imperio mongol en Eurasia continental y el archipiélago japonés.  Los mongoles se retiraron de Sajalín después de 1320,  y el comercio tributario en Sajalín y la cuenca del Amur cesó a mediados del siglo XIV cuando la dinastía Yuan cayó en declive.  Los chinos bajo la dinastía Ming restablecieron su presencia en la zona en 1409 y cobraron tributos de los Nivkh y los Ainu hasta finales del siglo XV.  Independientemente de la situación política, una red comercial que unía Manchuria, Japón y Kamchatka con Sajalín en el centro persistió hasta el siglo XVIII. 
La pax mongola puso fin a los conflictos entre los nivji y los ainu, y los ainu se quedaron en el sur de Sajalín, dejando el norte a los nivji. La hostilidad dio paso a una relación caracterizada por matrimonios mixtos, comercio e intercambios culturales entre los dos pueblos. Como resultado, una serie de elementos culturales importantes que se convirtieron en el sello distintivo de la cultura ainu moderna, incluida la ceremonia del oso iomante, fueron introducidos a los ainu desde la cultura Okhotsk llevada por Nivkh.  Para los nivkh, el creciente enfoque en el comercio condujo al surgimiento de la cultura etnográfica Nivkh a expensas de la cultura original de Okhotsk: si bien los rituales que involucraban a orcas y osos permanecieron, otras características culturales como la cerámica desaparecieron. 
La paz entre los nivji y los ainu de Sajalín, así como la presencia mongola en Sajalín, también significó que los Hokkaido Ainu no podían migrar libremente a Sajalín a través del estrecho de La Pérouse como lo habían hecho durante siglos. La presión demográfica que empujó a los ainu hacia el norte ahora encontró resistencia, y la reacción resultante en dirección sur llevó a los ainu a un conflicto cada vez mayor con los japoneses. Alrededor de la época de las invasiones mongolas de Sajalín, los Ainu de Tsugaru se levantaron contra el poderoso clan Andō (安東氏) del norte de Japón en una guerra que duró de 1268 a 1328 llamada Rebelión Ezo (蝦夷大乱).  La guerra, que fue descrita por el monje budista japonés Nichiren del siglo XIII como un desastre a la par de la invasión mongola de Japón en 1274 y 1281,  provocó la división del clan Andō e incluso podría haber contribuido a la caída del clan gobernante. Shogunato de Kamakura en Japón.  A pesar de que la causa comúnmente aceptada de la guerra fueron los desacuerdos comerciales y las diferencias religiosas entre los clanes Ainu y Andō,  la acción mongola en Sakhalin podría haber contribuido a crear y amplificar el conflicto.  Por lo tanto, en opinión de Kazuyuki Nakamura, la llamada "invasión mongola de Japón desde el norte" fue, a lo sumo, indirecta. 